# VeTercero
Víctor Fabián Jesús García (Resistencia, Chaco, Argentina, 16 de agosto de 1990), más conocido como VeTercero, es un MC y compositor de rap en español. VeTercero surgió de las competencias de freestyle de plaza que se celebraban de forma amateur, como la Rosario Freestyle Masacre y a Cara de Perro Zoo, la cual se convirtió repentinamente en una de las competencias más populares de Argentina y de Latinoamérica, donde VeTercero  empezó a ganar reconocimiento. En 2005 lanzó su primer maxi single, «Universo Paralelo», el cual fue el primer paso para su posicionamiento dentro de la cultura del Hip Hop en la zona del Noreste Argentino. 
En 2010 lanzó su segundo disco «Ni Segundo Ni Primero», con una larga lista de sencillos situados en el estreno de su primer álbum de estudio y con colaboraciones internacionales entre los que destacan artistas y productores de República Dominicana, España, Rusia y México. En 2011 lanzó su tercer trabajo discográfico íntegramente solista «7 Mandamientos» producido y grabado en Resistencia, Chaco en PRO Omega Studios. A la edad de 23 años viaja a México en Jalisco y lanza en 2015 su álbum «RAPuro» producido en México y con colaboraciones internacionales con artistas de Argentina, Brasil y España.
Además de su trabajo musical, ha participado como actor y modelo en múltiples obras de teatro en el norte argentino y en varias películas como Hijo de Familia del productor y director Rafa Lara con Ianis Guerrero.

## Biografía

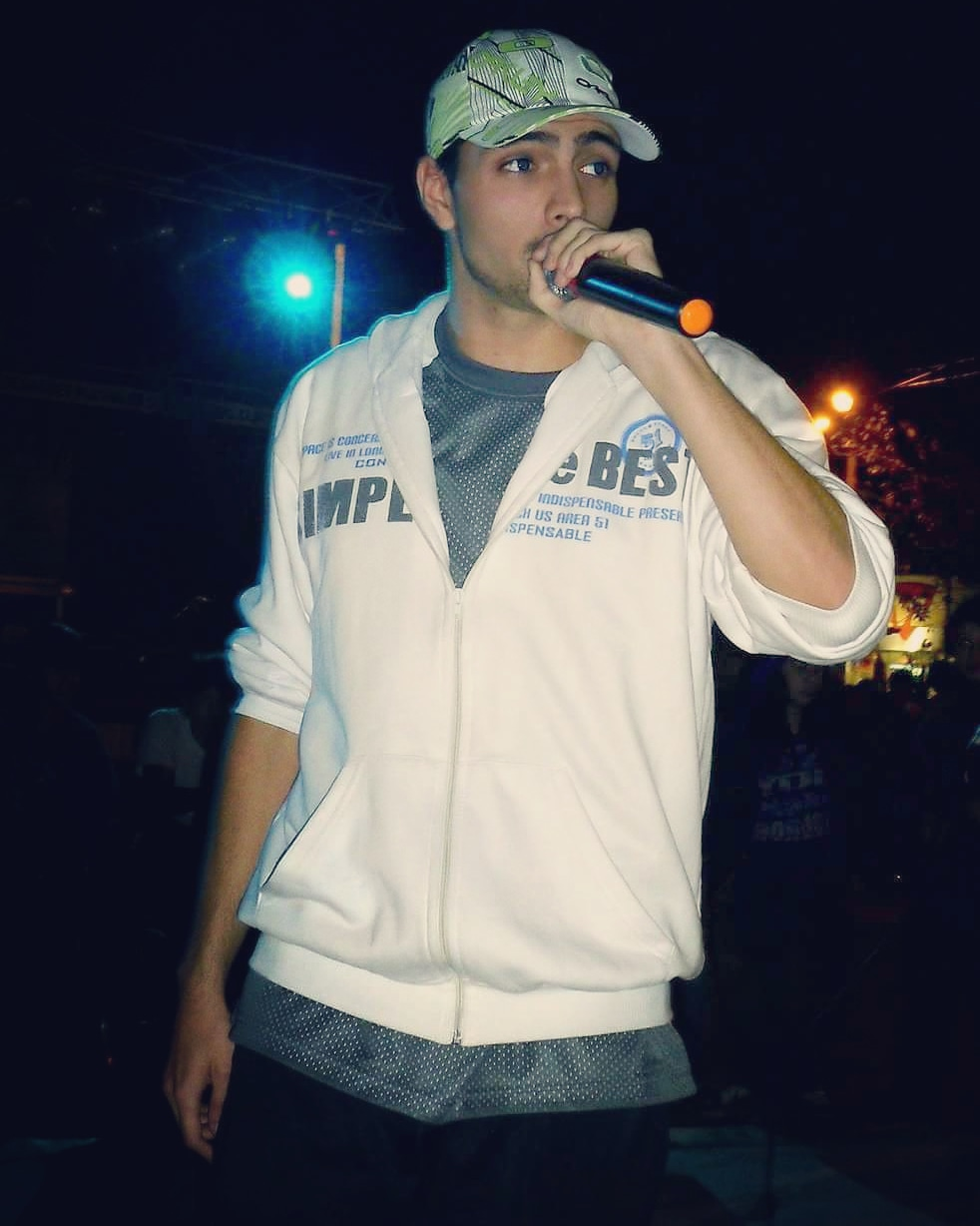
VeTercero en sus inicios en Argentina (2011)

Víctor García nació en Resistencia, ciudad capital de la provincia del Chaco, Argentina, el 16 de agosto de 1990. Hijo de un padre DJ y locutor de radio, y de una madre ama de casa. Inicia a sus 15 años en la cultura Hip Hop escuchando a los exponentes del Rap Europeo. Luego de su primer Maxi Single, se abrió el camino profesional entre 2008 y 2009, luego de adquirir renombre participando en las primeras batallas de improvisaciones (lo que luego pasaría a llamarse batallas de gallos) en la zona norte de Argentina, en eventos underground tanto en la provincia de Chaco como en la de Santa Fe. Las primeras colaboraciones y duetos internacionales llegan y con ello la oportunidad de alejarse de la improvisación para enfocarse en la composición musical.
Adopta así una clara inclinación por el Rap conciencia y lo referente al Hip Hop reflexivo. En su adolescencia practicó múltiples artes marciales como Taekwondo, Kendo y Iaidō y se vio influenciado por los vídeos de YouTube que miraba sobre el Rap de España y Latinoamérica. Ha colaborado con grandes artistas Latinoamericanos como AnáliseRap de Brasil, con el tema Hacer en 2015.

## Carrera musical

### 2005-2009: Inicios
Inició su carrera musical en agosto de 2009 cuando lanzó su sencillo debut, «Ingreso al Universo», producido por PRO Omega Studios en la Provincia del Chaco y que luego pasaría a formar parte del Maxi Single “Universo Paralelo” con otros temas que también lograron muchas reproducciones.

### 2010-2012: Consolidación en la región

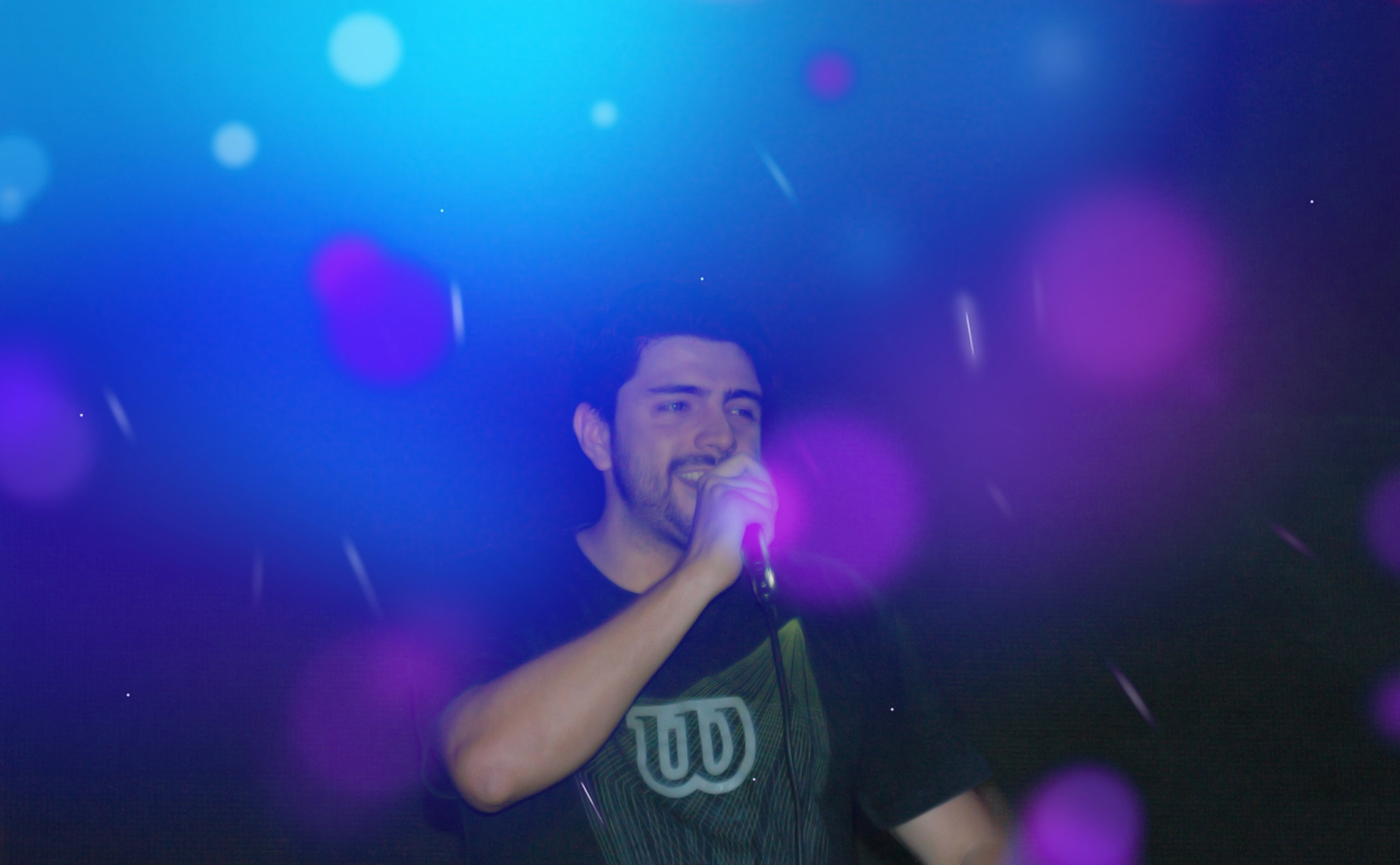
VeTercero en show en vivo.

Luego de varios shows y presentaciones en el norte argentino, participando en eventos de la cultura del Hip Hop y exposiciones de arte en la ciudad de Resistencia (ciudad) y Fontana (Chaco), desarrolla en PRO Omega Studios (nuevamente luego de 1 año de promociones musicales) su primer Long Play en un Álbum discográfico titulado «Ni Segundo Ni Primero» con 16 temas musicales y colaboraciones internacionales. En 2011 saca su tercer trabajo discográfico titulado «7 Mandamientos» siendo un disco enteramente solista y con homenajes a Raperos de España. Hasta ese momento, habría subido todo su material de estudio a su plataforma musical ReverbNation, obteniendo el puesto Nº 1 de artistas de Chaco escuchados en esa plataforma en 2011.

### 2013-2015: Trayectoria en México

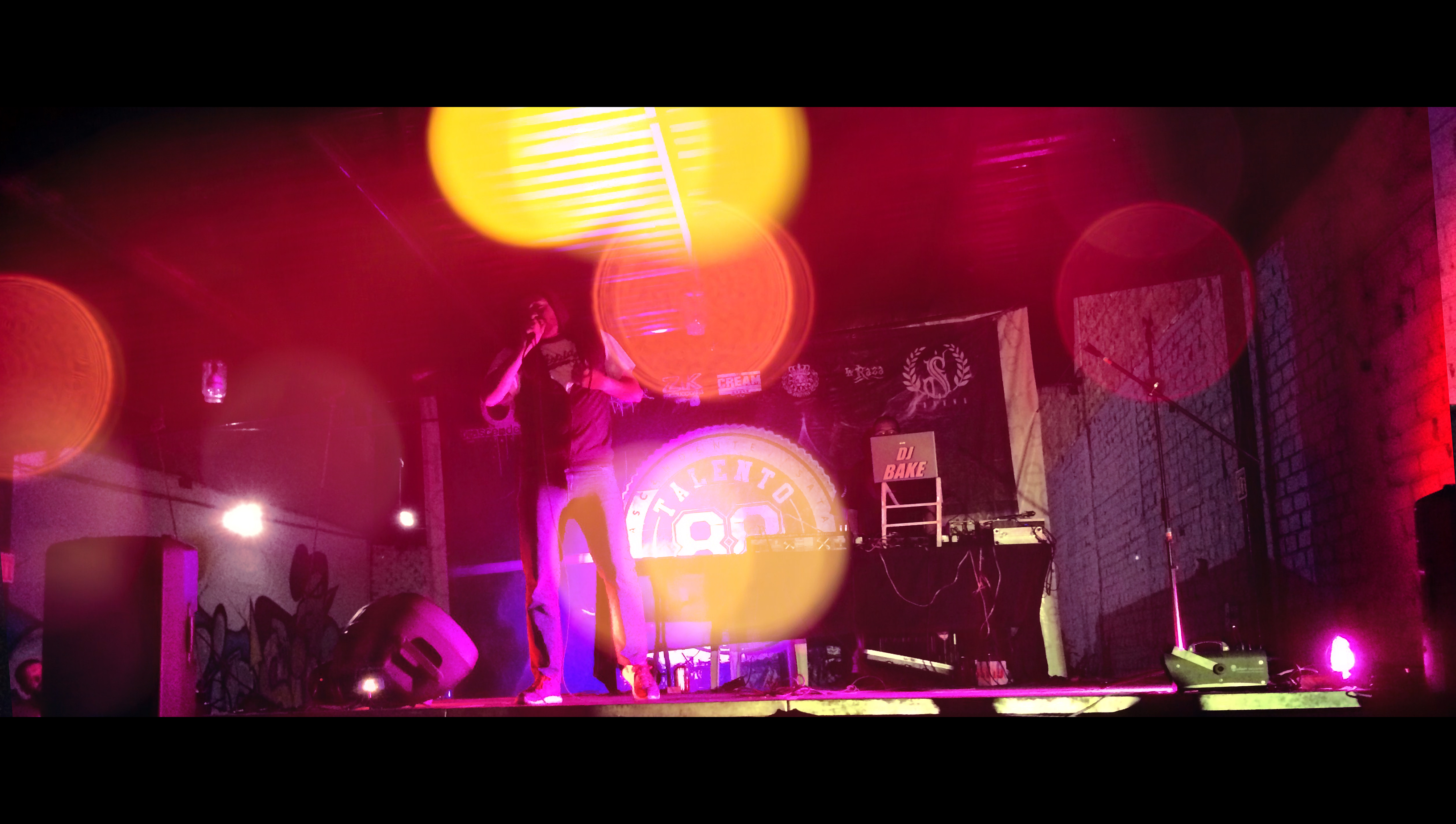
VeTercero en vivo, Zapopan, Jalisco (2018)

A principios de 2013 se traslada a la ciudad de Guadalajara, en México. Por motivos de crecimiento laboral y reposicionamiento, empieza a producir nuevamente Hip Hop enfocándose en Rap Consciencia y participando nuevamente en múltiples batallas de gallos y batallas escritas, como "Versos en Guerra", “Prendiendo el Cerro” y participando en varios micros abiertos y shows de presentación del disco «7 Mandamientos» en grandes aforos de la capital de Jalisco. Fue telonero del Rapero Español Nach y de Sharif Fernández. En diciembre de 2015 hace público su cuarto trabajo discográfico y «RAPuro»  grabado y producido íntegramente en México, con productores de España, Argentina y Estados Unidos. Su discografía ha llegado a más de 89.000 reproducciones durante el 2021 en su canal de YouTube y cuenta con más de 100.000 reproducciones en Spotify.

### 2016-Actualidad

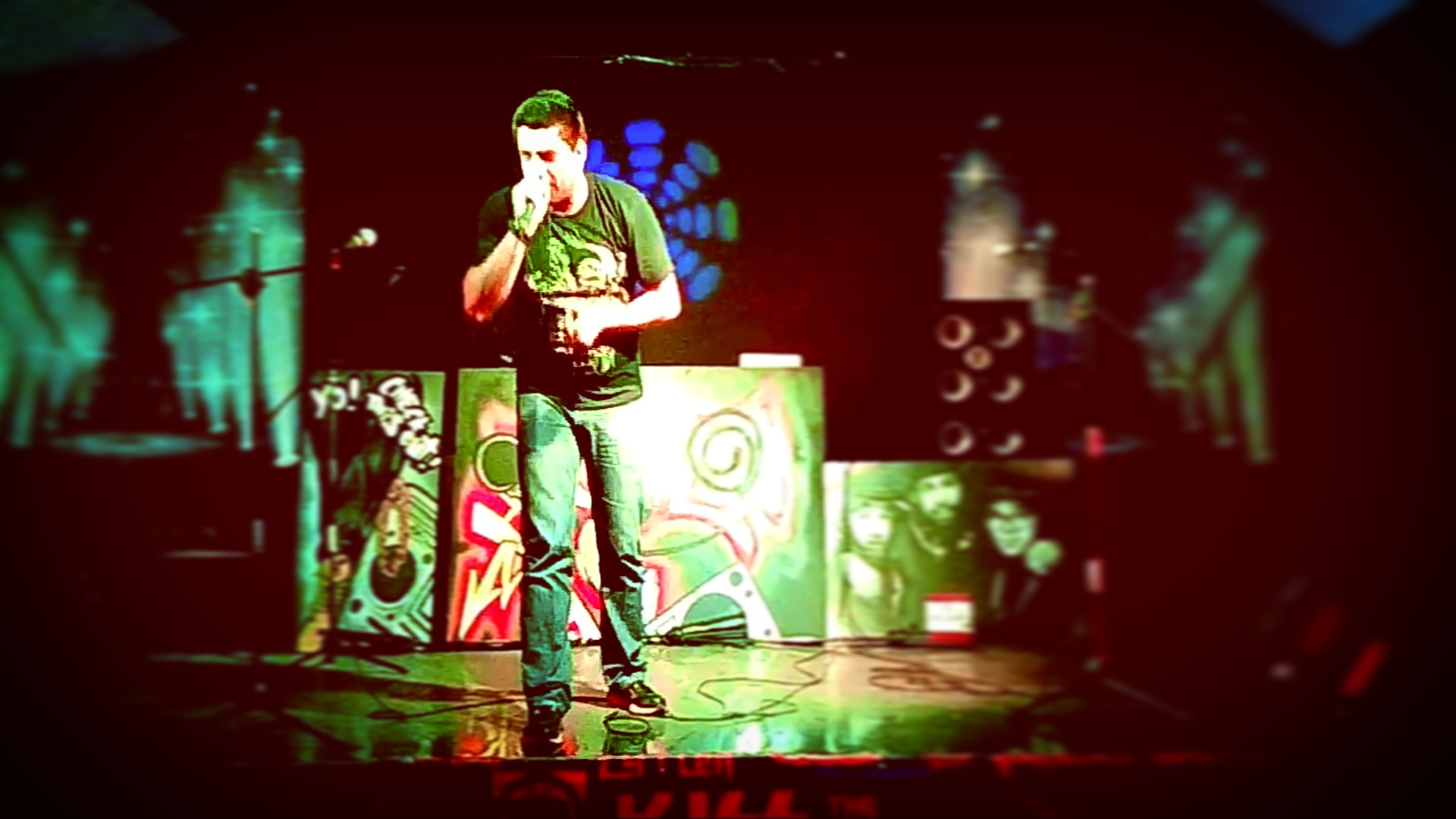
VeTercero en un concierto en Guadalajara, México

VeTercero procede a presentarse en múltiples escenarios reconocidos por todo el estado, participa en varios eventos y actividades de la cultura del Hip Hop Mexicano, logrando un lugar como diferencial con el Rap Conciencia y un estilo de rapeo y composición característicos del sur. Es 2018 es llamado a participar como artista invitado en la liga de Freestyle "Zonámbulo" de Guadalajara, Jalisco. En 2019 saca la Mixtape «El viaje de mis voces» el cual es un recopilatorio de todas las canciones y colaboraciones internacionales que ha tenido a lo largo del mundo, con artistas de México, Honduras, España, Argentina, Brasil y Rusia entre otros. En 2021 hace público el anuncio de que se encuentra trabajando en su nuevo disco de estudio titulado «Antihéroe». En 2020 realiza un cover vocal del tema del rapero español ZPU "El silencio de Dios"  a modo de homenaje En 2021 se asocia con la plataforma de Streaming digital Claro Música logrando un buen posicionamiento en el Top 5 Guadalajara de dicha plataforma. 

## Estilo musical
El estilo musical de VeTercero está basado enteramente en Hip hop latino, Hip hop español y variaciones de Trap, pasando por algunas baladas. Su enfoque principal es el Rap conciencia y reflexivo, ya que en sus letras expresa la situación política y social del continente americano, principalmente de la realidad Argentina. Tiene amplias influencias en artistas del Rap español como Nach, ZPU, Violadores del Verso y SFDK. También tiene raíces características propias de Latinoamérica de artistas como Canserbero y Los Aldeanos.

## Discografía

### Álbumes de estudio
- Universo Paralelo (2009)
- Ni Segundo Ni Primero (2010)
- 7 Mandamientos (2011)

### EPs
- RAPuro (2015)[22]

### Mixtapes
- El viaje de mis voces (2019)

## Colaboraciones
- Sangre y Sudor feat. Sai (2009)
- Nuestra vida es rap feat. Amkor Flow (2010)
- Ecce Homo producido por Akros para el disco Rap Inconsciente (2011)[23]
- Controversia feat. Noah MC (2011)
- La herida del ángel para la Mixtape 8.7.9 feat. Sato (2011)
- Compilado de artistas argentinos para la Mixtape La República Argen-rima Vol.1 y 2 producido por DJ Cuervo (2012, 2013)
- Mostrando realidad feat. Sistema Verbal (2012)
- Cayendo el pueblo Parte: 3 recopilatorio de varios artistas internacionales producido por Breik Guaira (2012)
- 4 Ases” feat. MC1100 Mdq (2015)[24]
- Mixtape Internacional Global Hip Hop Vol. 3 (2017)[25]
- Mixtape Internacional Rap por las venas Vol. 4 (2017)
- Una noche para recordar feat. Fabian OE (2021)